# Начало Ивашко

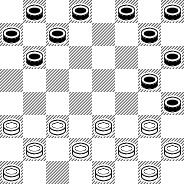

Начало Е. Ивашко, Начало Ивашко, Дебют Ивашко — дебют в русских шашках. Табия дебюта возникает после ходов 1.cd4 fg5 2.dc3 (перестановка: 1.ed4 fg5 2.de3), чаще продолжают 2…gh4 3.cd2 de5 4.d: f6 e: g5 5.cb4 (см. диаграмму).
Один из самых молодых именных дебютов, по фамилии Евгения Ивашко, автора анализа.
Примеры партий (все из турнира RCW-02).
- Шевченко Анастасия — Быстрякова Елена 2:0 1.cd4 fg5 2.dc3 gh4 3.cd2 de5 4.d: f6 e: g5 5.cb4 bc5 6.b: d6 c: e5 7.gf4 e: g3 8.h: f4 gf6 9.dc3 fe7 10.cd4 ed6 11.dc5 d: b4 12.a: c5 dc7 13.ba3 cd6 14.c: e7 f: d8 15.ab2 ab6 16.bc3 hg7 17.ab4 ba5 18.bc5 x
- Манжос Яна — Быстрякова Елена 2:0 1.cd4 fg5 2.dc3 gh4 3.cd2 de5 4.d: f6 e: g5 5.cb4 gf6 6.ba5 fe7 7.ed4 hg7 8.dc3 ed6 9.cb4 de5 10.bc3 cd6 11.a: c7 d: b6 12.ba5 dc5 13.a: c7 c: e3 14.f: d4 h: f2 15.g: e3 b: d6 16.ab4 gh4 17.ef2 hg5 18.ab2 gh6 19.ba3 x
- Шиапова Наталья — Тихеева Алина 0:2 1.ed4 fg5 2.de3 gh4 3.cb4 ba5 4.bc5 d: b4 5.a: c5 gf6 6.gf4 cb6 7.fe5 fg5 8.ed6 gf4 9.e: g5 h: f6 10.bc3 dc7 11.ed2 c: e5 12.fg3 fg7 13.gf2 hg5 14.fe3 gf4 15.e: g5 f: f2 16.d: d8 b: b2 17.a: c3 fg1 18.de7 gb6 19.eg5 gh6 20.gh4 hg7 21.he1 gf6 22.cb4 a: c3 23.d: b4 fe5 24.ec3 ef4 25.ch8 bd8 26.hc3 fe3 27.hg3 db6 28.ce1 bc7 29.bc5 c: h2 30.ea5 bc7 31.a: d8 ef2 32.da5 hg5 x